# Fortifications de Mulhouse
Les fortifications de Mulhouse sont un ensemble d’ouvrages ayant protégé la ville impériale de Mulhouse du XIIIe siècle au début du XIXe siècle. Une partie des vestiges subsistants, la tour du Bollwerk et la tour du Diable, sont classés monuments historiques depuis 1898.

## Historique

### Constructions et réglementations (XIIe–XIVesiècles)
Avant le XIIIe siècle, Mulhouse est simplement entourée de palissades et de haies d’épineux, qui sont remplacées vers le début des années 1220 par une enceinte en pierre. Les évêques de Strasbourg affirment leur contrôle sur la ville à partir du milieu du XIIIe siècle, ce qui se matérialise par la construction d’un château par Walter de Geroldseck en 1260. Peu de temps après la ville se révolte contre l’évêque, avec le soutien de Rodolphe de Habsbourg. Le château est assiégé à partir de novembre 1262 et capitule douze semaines plus tard. Symbole du pouvoir féodal, il est démantelé et plus aucun château ne sera construit dans la ville.
En 1354, les murs sont surélevées, d’après une chronique à la suite d’un incident durant lequel un loup aurait réussi à entrer dans la ville en sautant par dessus la muraille. Le chantier, qui coûte cent trente florins est financé en grande partie par Charles IV par l’intermédiaire d’une remise de deux ans sur les contributions dues à l’État impérial par la ville. Vers 1395-1397, l’enceinte est doublée d’un passage couvert appelé Zwingel. De cette époque date aussi probablement l’ouvrage du Bollwerk,. Ces travaux sont financés par un impôt sur le vin et le blé, ainsi que par un péage sur les ponts. Autorisé en 1397 par le roi Wenceslas, qui participe également en exemptant la ville de contributions pour dix ans, cet impôt est ensuite maintenu afin de financer l’entretien à long terme des fortifications.
La protection et le maintien en condition est également assuré par un renforcement de la règlementation au XIVe siècle. Ainsi, la construction de bâtiments adossées à l’enceinte est interdite vers 1355. Les plantations de vignes et d’arbres en bordure du fossé interdites à leur tour en 1396 par un décret impérial, afin de ne pas offrir de couvert aux assaillants et de maintenir un champ de tir dégagé. Le respect de ces règles semble avoir été relatif, puisqu’en 1397, le conseil doit ordonner l’obturation des fenêtres et autres ouvertures percées irrégulièrement dans les murailles. La municipalité reçoit en 1417 l’autorisation du roi Sigismond d’étendre les fortifications et de dévier les eaux de l’Ill afin de pouvoir mettre en eau ses fossés,.

### Les fortifications à l’épreuve des sièges (XVe–XVIesiècles)
Lorsque l’armée des Armagnacs pénètre en Alsace en août 1444, la ville est mise en état de défense. Les faubourgs sont rasés et la porte de Nessel murée en prévision d’un siège. Celui débute à la fin du mois d’août et s’achève au printemps 1445, les Armagnacs acceptant de se retirer après négociations. En 1467, pendant la guerre des six Deniers, la ville est une nouvelle fois encerclée, mais, impuissants face aux fortifications, les assaillants ne peuvent guère que ravager la campagne environnante. En janvier 1474, le duc de Bourgogne Charles le Téméraire commence à assiéger la ville, mais doit rapidement renoncer en raison d’une crue fortuite de l’Ill, qui le contraint à lever le camp.
En raison du soulèvement des paysans à partir de mars 1525, le conseil décrète le renforcement de la garde et des fortifications le 26 avril. Le 2 mai plusieurs centaines de paysans tentent de s’emparer par surprise de la porte de Bâle avec l’aide de complices à l’intérieur des murs, mais échouent, les gardes ayant pu remonter le pont-levis à temps. En conséquence, les mesures de défense sont encore renforcées le 4 mai jusqu’au mois de juin, même le clergé étant mobilisé.
La ville passe officiellement à la Réforme au XVIe siècle, mais un puissant parti catholique subsiste en ses murs. En juin 1587, celui-ci organise une insurrection qui lui permet de prendre le pouvoir, déclenchant l’intervention des cantons suisses protestants. Plus de deux milles soldats suisses, appuyées par une dizaine de canons, assiègent la ville. Dans la nuit du 24 au 25 juin, les catholiques tentent une sortie par la porte de Bâle. Non seulement ils sont repoussés, mais trois cents Suisses parviennent à entrer dans la ville en les poursuivant dans leur retraite avant que la herse ne soit fermée. Il s’ensuit une sanglante bataille de part et d’autre de la porte, qui est finalement prise, entraînant la chute de la ville et le rétablissement du parti protestant.

### Les fortifications négligées et abandonnées (XVIe–XIXesiècle)
Même si elles restent correctement entretenues, les fortifications ont très peu évoluées depuis le début du XIVe siècle. À la fin du XVIe siècle elles sont ainsi largement obsolètes face au développement de l’artillerie et à l’introduction du boulet métallique. Pourtant, rien n’est entrepris pour les mettre à niveau. Les seuls travaux effectués consistent en la construction d’un barrage afin d’augmenter le niveau de l’eau dans le fossé sud.
Après la réunion à la France en 1798, l’enceinte devient propriété de ses riverains, mais là encore elle reste théoriquement en service et ceux-ci ont la charge de son entretien. Elle est finalement déclassée au début du XIXe siècle et les portes rasées entre 1809 et 1811.
Parmi les quelques vestiges qui en subsistent, la tour du Bollwerk est classée monument historique en 1898 et la tour du Diable inscrite en 1929,.

## Éléments constitutifs

### Château
Le château est construit dans la partie Sud de la ville par Walter de Geroldseck en 1260. Assiégé pendant trois mois entre la fin de l’année 1262 et le début de l’année 1263, il est détruit peu après avoir été pris par les Mulhousiens révoltés alliés à Rodolphe de Habsbourg. L’aspect de château est presque totalement inconnue, mais il est parfois supposé que la tour Nessel ou de Nesle en est un élément. Celle-ci est au début du XIVe siècle une tour porte, mais est murée lors du siège de 1444 et n’est pas rouverte par la suite.

### Enceinte
L’enceinte de la fin du XIVe siècle a une hauteur moyenne de 6,20 m. Construite en blocs de calcaire provenant de Brunstatt, elle repose sur des fondations de 2,50 m de profondeur, elles-mêmes généralement posées sur des pieux de chêne permettant de stabiliser le terrain. L’épaisseur est variable et comprise entre 1,10 et 1,65 m à la base et 0,60 et 0,80 m. Elle est précédée d’une lice de cinq mètres de large délimitée par un second mur, devant lequel se trouve le fossé.
L’enceinte est percée initialement de cinq portes, la porte de Bâle, la porte Jeune, la porte Haute, la porte du Miroir et la porte Nessel. Cette dernière est murée lors du siège de 1444,.

### Tour du Diable
La tour du Diable est mentionnée pour la première fois en 1417. Il s’agit alors d’une tour en bois située à l’emplacement de l’écluse permettant de dévier les eaux de l’Ill vers les fossés. Cette tour est reconstruite en pierre vers 1545.

### Bâtiments complémentaires
Lorsque l’armée mulhousienne commence à utiliser des armes à feu au XVe siècle, une poudrière est construite entre les actuelles rue des Franciscains et rue Henriette. En 1639, l’ancienne église des Augustins est transformée en arsenal.

## Garde et garnison
La défense de la ville est assurée par la milice bourgeoise. Au XIVe siècle, le périmètre de l’enceinte est divisé en six secteurs, ou Letzen, chacun étant confié à l’une des six corporations de métier. À partir du milieu du XVe siècle, en plus de sa milice, la ville accueille régulièrement des garnisons de ses alliés des cantons suisse.
Le plan de défense de 1473 fixe pour chacune des quatre portes une garnison d’une trentaine d’hommes, comptant deux capitaines, un maître arquebusier huit ou neuf arquebusiers, douze auxiliaires, c’est-à-dire des soldats non spécialisés, cinq soldats suisses, un gardien et un ou deux charpentiers. L’enceinte est toujours divisée en six secteurs : le secteur des agriculteurs se trouve entre la porte Haute et la tour du Diable et est défendu par neuf hommes ; celui des vignerons, de la tour du Diable à la porte du Miroir, compte huit hommes ; celui des Maréchaux, de la porte du Miroir à la porte de Bâle, neuf hommes ; celui des boulangers, de la porte de Bâle au lieu dit Heschinger Hof, compte treize hommes ; les tailleurs tiennent la portion de mur de ce lieu dit à la porte Jeune avec treize hommes ; enfin les cordonniers ont treize hommes entre la porte Jeune et la porte Haute. Les tours disposent également de leur propre garnisons, allant de un à cinq hommes.
L’ordonnance de défense de 1592 revoit les garnisons des portes et des tours, qui sont fixées à un capitaine, douze miliciens et deux observateurs par porte et trois ou quatre hommes par tour. À cette époque l’artillerie est devenue un élément central de la défense et la ville dispose de vint-cinq petits canons, de trois gros canons et de douze mortiers, auxquels s’ajoutent environ cent cinquante fusils de rempart. Les grenades sont introduites au XVIIIe siècle, un corps spécialisé de grenadiers ayant la tâche de les lancer du haut des tourelles d’observation.
La milice bourgeoise est dissoute en 1779 et la défense de la ville confiée à une compagnie franche. Une quinzaine d’années plus tôt, en 1763, la milice avait déjà été déchargée de la sécurité intérieure, confiée à un corps de police de quarante hommes, les Stadtsoldaten.